# Seminoli
Seminoli je pleme iz družine Muskogean, katerega zgodnji dom je bil tisti, ki so ga prej naseljevali pleme Apalachee, od koder so se kasneje naselili na polotoku Florida. Jedro Seminole so sestavljali Oconee (je bilo plemensko mesto staroselcev jugovzhodnih gozdov, ki so govorili jezik Hitchiti, v 17. in 18. stoletju.), ki so se na Florido preselili okoli 1750 leta, kjer so se jim pridružili Hitchiti in kasneje drugi Creeki. Danes Seminole živijo na Floridi (1.000 (leta 2000)) in v Oklahomi (12.000 (leta 2005)).

## Ime
Ime Seminole je še vedno predmet razprave in obstaja veliko različic o njegovem pomenu. Swanton navaja pomen, ki se nanaša na njihovo ločitev od konfederacije Creek, to bi bilo »tisti, ki je taboril zunaj običajnih mest« oziroma »pobegel» ali »separatist», »seceder«. Pro-hispanski profesor H. E. Bolton nas poskuša prepričati, da beseda izvira iz španske besede cimarron, kar pomeni 'divji', udomačene živali, ki se je vrnila v divjino. Sami sebe imenujejo Ikaniúksalgi, 'polotoški ljudje', prav tako kot huronsko (Huroni) ime Ungiayó-rono, medtem ko jih ostali Creeki imenujejo Ikanafáskalgi, ali 'bistveni ljudje'.

## Vasi
Hiša Seminole nima sten, le streho, ki ščiti pred dežjem, znane so pod imenom chickee (v angleški množini –s). 
Ahapopka, Ahosulga, Alachua, Alafiers, Alapaha, Alligator, Alouko, Apukasasoche, Attapulgas, Beech Creek, Big Cypress Swamp, Big Hammock, Bowlegs' Town, Bucker Woman's Town, Burges' Town, Calusahatchee (verjetno od Calusa Indijancev) Capola, Catfish Lake, Chefixico's Old Town, Chetuckota, Choconikla, Chohalaboohulka, Chukochati, Cohowofooche, Cow Creek, Cuscowilla (glej Alachua), Etanie, Etotulga, Fish-eating Creek, Fulemmy's Town, Hatchcalamocha, Hiamonee, Hitchapuksassi, Homosassa, Iolee, John Hicks' Town, King Heijah's Town, ali Koe Hadjo's Town, Lochchiocha, Loksachumpa, Lowwalta, McQueen's Village, Miami River, Mulatto Girl's Town, Negro Town, New Mikasuki, Notasulgar, Ochisi, Ochupocrassa, Ocilla, Oclackonayahe, Oclawaha, Oithlakutci, Okehumpkee, Oktahatki, Old Mikasuki, Oponays, "back of Tampa Bay," Owassissas, Payne's Town, Picolata, Pilaklikaha, Pilatka, on or near the site of Palatka, Red Town, Sampala, Santa Fe, Sarasota, Seleuxa, Sitarky, Spanawalka, Suwannee, Talakhacha, Tallahassee, Tallahassee ali Spring Gardens (naseljen Yuchima), Talofa Okhase, Taluachapkoapopka, Tocktoethla, Tohopki lagi, Topananaulka, Topkegalga, Totstalahoeetska, Tuckagulga, Tuslalahockaka, Wacahoota, Wachitokha, Wakasassa, Wasupa, Wechotookme, Welika, Wewoka, Willanoucha, Withlacoochee, Yalacasooche, Yulaka, Yumersee.

## Zgodovina
Seminole izvirajo iz plemena Oconee, ki je sprva živelo na ali blizu obale Georgije. Domneva se, da se je del njih naselil v deželi Indijancev Apalachee, vendar eno skupino zagotovo najdemo 1685 leta ob reki Chattahoochee. Do 17. stoletja Oconee najdemo na različnih lokacijah, tudi blizu Cherokee Indijancev, veliko dlje na severu, od koder se spet selijo proti vzhodni obali Chattahoocheeja, v okrožju Stewart v Georgiji leta 1716. Od tam Oconee odhajajo proti Alachua Plainsu, v sedanje okrožje Alachua na Floridi. Kmalu bo ta skupina Oconeejev postala znana kot Seminole, medtem ko se bo preostali del plemena Oconee izgubil. 
Oconee naj bi prišli na Florido najkasneje do leta 1750. Tukaj se jim bodo kmalu začele pridruževati skupine Indijancev Hitchiti, pleme sorodno Mikasukijem. Prihaja, pravi Swanton in do druge selitve Creekov leta 1778, vendar bo večina prispela po Creek vojni z Američani, ki je potekal med letoma 1813 in 1814. Ti Creeki pripadajo skupini Upper Creek, oziroma iz 'Upper Creek-mest'. Izvirni jezik Oconee, ki so ga govorili, je bil verjetno zamenjan z jezikom priseljencev Muskogean. Američani jih najdejo tudi tukaj. Prvi Seminoli, ki so prišli na Florido, so si zgradili mesta ob reki Apalachicola, del jih je prišel tudi do Tampa Baya, nato pa so prešli tudi na vzhodno obalo, južno od Miamija. Leta 1817-1818 pride do prve seminolške vojne proti Andrewu Jacksonu, ki je s seboj pripeljal več kot 3000 ameriških vojakov. Jacksonu je uspelo uničiti le nekaj njihovih vasi, vendar jih ni podredil. Nato se je spravil na Špance in maja 1818 zavzel njihovo utrdbo Pensacolo.
Ameriki ne ustreza, da Indijanci prosto tavajo po floridskih močvirjih in si prizadevajo, da bi jih vse preselili čez Misisipi na indijansko ozemlje (kasneje Oklahoma). Zaradi tega pride do druge seminolške vojne, ki se bo vlekla od 1835 do 1842. Sama vojna izbruhne, ko Osceola 28. 12. 1835 ubije indijanskega agenta Wileya Thompsona. Istega dne so majorja Francisa Dadea in njegove vojake napadli iz zasede 300 Seminolov blizu utrdbe Fort King (danes Ocala). Po njem bo poimenovan okrožje Dade na skrajnem severozahodu Georgije. Seminoli so se nato umaknili v svoja močvirja in vodili gverilsko vojno proti Američanom. Ljudstvo in tehnika v Evergladesu proti močvirju in Seminolom sta bila izjemno neuspešna. Seminoli so Ameriko stali milijone dolarjev za zelo slab uspeh. Leta 1837 sta bila aretirana poglavar Osceola in Coachoochee. Osceola je bil najprej odpeljan v Saint Augustine, nato pa v Fort Moultrie v Charleston, Južna Karolina, kjer je umrl 30. januarja 1838. Leta 1842 je bilo končno 4.420 Seminolov deportiranih v Oklahomo, kjer živijo še danes. Seminoli pa še niso bili premagani. Ta plemena ameriška vojska nikoli ni premagala. V močvirjih Evergladesa je ostalo še Seminolov, pripravljenih za boj. Vodil jih je Billy Bowlegs (Holata Micco), izbruhnila bo tretja seminolška vojna (1855–1858). Druga seminolska vojna je ZDA finančno in v človeških virih stala 1.500 vojakov in 30 milijonov $.
Vojna se je končala leta 1858 s predajo vodje s 165 bojevniki, nakar so bili preseljeni na Indijansko ozemlje. Kdaj in kje je umrl Billy Bowlegs, ni natančno znano. Seminoli, ki so ostali na Floridi v območju Big Cypressa, njihovi dve skupini, se niso nikoli predali in njihovi potomci še danes živijo v rezervatih Big Cypress Indian Reservation (največji, ustanovljen 1938), Brighton Seminole Indian Reservation (okrožje Glades; ustanovljen 1938), Dania Indian Reservation (imenovan tudi Hollywood; ustanovljen 1894) in Seminole (ustanovljen 1936). Leta 1985 je bil ustanovljen tudi Tampa Seminole Reservation.

## Običaji Seminolov
Seminoli kulturno pripadajo jugovzhodnim poljedelcem, po prihodu na Florido pa se ukvarjajo tudi z lovom in ribolovom. Območje, ki so ga naselili, je bilo prej dom Indijancev Calusa, Tequesta, Ais, Matecumbe, Timucua, Ciboney in nekaterih manjših. Kanu iz enega kosa lesa z dolgimi palicami za odrivanje od dna močvirja in hiše so postali lahko prepoznaven tip njihove kulture. Ena izmed najbolj znanih slovesnosti je zagotovo Green Corn Dance (Zeleni ples koruze), razširjen na jugovzhodu med plemeni Alabama, Cherokee, Creek (Muskogee), Natchez in Seminoli. Med temi slovesnostmi so uživali ‘črno pijačo (Black drink; pa-sa-is-kit-a), tekočino slabega okusa, pridobljeno iz ‘yaupona, ki raste na obalnem območju Mehiškega zaliva. Eva Lips v enem od svojih podatkov omenja pripravek rastline Datura meteloides. To pijačo uživajo prvega dne slovesnosti, piše Eva Lips in samo tisti, ki jo je pil, bo lahko brez nevarnosti jedel mlado koruzo slovesnosti, ki pade na dan posta, oziroma na ‘dan, ko Indijanci neprestano jedo ’ ali ‘hom-pis-yak-i-ta’ in bo eno leto zaščiten pred boleznimi.

## Seminoli danes
Seminoli leta 2000 štejejo okoli 12.000 v Oklahomi in 1000 na Floridi.
- Nekdanje plemensko ozemlje Seminolov in prvi rezervat (1838), Pot solza (Trail of Tears) in spopadi z indijansko udeležbo na jugovzhodu ZDA med letoma 1811 in 1847
- Vodja Tretje seminolske vojne, Billy Bowlegs. Rodil se je okoli 1810. leta, umrl pa med 1859. in 1864. zaradi črnih koz. Pokopan je na Nacionalnem pokopališču Fort Gibbson. Mir z ZDA je sklenil 14. 8. 1842. Bojeviti Seminole, ki se niso dali deportirati na Indijansko ozemlje, še danes živijo v močvirnih območjih Everglades v nekaj rezervatih.